# 내가 있어
〈내가 있어〉(일본어: ぼくがいる 보쿠가이루[*])는 이오리의 2번째 싱글, 및 1번째 음반이다.

## 싱글

### 해설
- 이오리의 2번째 싱글이며, TV 애니메이션 《명탐정 코난》이나 영화 《명탐정 코난: 은빛 날개의 마술사》의 삽입곡.
- 《명탐정 코난》의 극장판이나 애니메이션 등의 사운드 트랙으로 사용되고 있다.
- 에도가와 코난(한국명으로는 코난)의 성우인 타카야마 미나미가 〈내가 있어 (코난 버전)〉으로 커버하고 있다.

### 수록곡
1. 내가 있어(ぼくがいる)
  - 작사: 아쿠 유, 작곡: 오노 카츠오
  - 노래: 에도가와 코난(타카야마 미나미)
2. 해야만 해(やるっきゃないのさ)
  - 작사: 오이카와 네코, 작곡: 오노 카츠오
3. 내가 있어 (오리지널 카라오케)
4. 해야만 해 (오리지널 카라오케)

## 음반

### 해설
- 이오리의 1번째 음반으로 TV 애니메이션 《명탐정 코난》의 이미지송 음반이다.
- 작곡과 편집은 모두 오노 카츠오가 맡고 있다.
- 작사는 대부분 아쿠 유가 맡고 있으며, 그 외에는 오이카와 네코, 모리 유리코, 타카야나기 렌 등도 맡고 있다.
- 1번째 싱글 〈당신이 있으면〉의 음반 버전이 수록되어있다.
- 초회특전으로 특제실[1]을 받게 된다.
- 수록곡의 대부분이 《명탐정 코난》의 극장판이나 애니메이션 등의 사운드 트랙으로 사용되고 있으며, 캐릭터의 이미지 송이 되고 있다.
- 에도가와 코난의 성우인 타카야마 미나미가 〈내가 있어〉와 〈추억들〉을 커버하고 있다.

### 수록곡
1. 내가 있어
  - 작사: 아쿠 유, 작곡: 오노 카츠오
  - 노래: 에도가와 코난(타카야마 미나미)

에도가와 코난(한국명은 코난)의 테마송
2. 좋은 사람을 만났어(いいひとに逢えたね)
  - 노래: 쿠도 신이치(야마구치 캇페이),
  - 작사: 아쿠 유, 작곡: 오노 카츠오

쿠도 신이치(한국명은 남도일)의 테마송
3. 수수께끼가 우리를 부르고 있어(ナゾが僕らを呼んでいる)
  - 작사: 모리 유리코, 작곡: 오노 카츠오
  - 노래: 소년 탐정단(코지마 겐타(타카기 와타루), 츠부라야 미츠히코(오타니 이쿠에), 요시다 아유미(이와이 유키코)),

소년 탐정단(한국명은 어린이 탐정단)의 테마송
4. 눈을 감으면(瞳を閉じれば)
  - 작사: 오이카와 네코, 작곡: 오노 카츠오
  - 노래: 모리 란(야마자키 와카나)

모리 란(한국명은 유미란)의 테마송
5. 별이 걸었던 길을(ホシが歩いた道を)
  - 작사: 아쿠 유, 작곡: 오노 카츠오

TV 애니메이션 《명탐정 코난》 테마송
6. 추억들(想い出たち)
  - 작사: 오이카와 네코, 작곡: 오노 카츠오
  - 노래: 에도가와 코난(타카야마 미나미)

명탐정 코난 10주년 기획으로 타카야마 미나미가 커버.
7. 해야만 해
  - 작사: 오이카와 네코, 작곡: 오노 카츠오

TV 애니메이션 《명탐정 코난》 삽입곡
8. 당신을 느끼고 있어(あなたを感じてる)
  - 작사: 모리 유리코, 작곡: 오노 카츠오
9. 당신이 있으면
  - 작사: 타카야나기 렌, 작곡: 오노 카츠오

TV 애니메이션 《명탐정 코난》 테마송
극장판 삽입곡

## 타이업
- TV 애니메이션 《명탐정 코난》 테마송. (#5, #9)
- TV 애니메이션 《명탐정 코난》 삽입곡. (#7)
- 극장판 삽입곡. (#9)